# National Renewable Energy Laboratory
Le National Renewable Energy Laboratory (NREL) (en français : « Laboratoire national sur les énergies renouvelables »), situé à Golden, Colorado aux États-Unis est le principal laboratoire national du département de l'Énergie des États-Unis.
Il est consacré à la recherche et au développement sur les énergies renouvelables et l'efficacité énergétique, de l’intégration des systèmes énergétiques (dont en agriculture avec l'agrivoltaïsme) et du transport soutenable).

## Histoire
Fondé en 1974, situé à Golden dans le Colorado, le NREL est opérationnel depuis 1977. Il se nommait alors Solar Energy Research Institute (en français : « Institut de recherche sur l'énergie solaire »). Il fut rebaptisé NREL en septembre 1991 lorsqu'il reçut le statut de laboratoire national (il en existe 17 dans le pays).
Créé dans le contexte d'une crise pétrolière et de l'énergie, Le NREL a poursuivi ses recherches des réponses pertinentes et créatives en intégrant les défis des crises énergétique, environnementale, climatique et des ressources.
Il a contribué à des percées en science fondamentale et à l'émergence de nouvelles technologies énergétiques propres et efficaces,.

## Financements
Il est financé par le gouvernement fédéral, mais géré par l’« Alliance for Sustainable Energy » (coentreprise entre MRIGlobal et Battelle).
Le NREL abrite trois entités travaillant sur trois thèmes distincts, mais complémentaires :
1. le National Center for Photovoltaics (Centre national du photovoltaïque)[3], qui travaille notamment à l'amélioration des trackers[4], et à anticiper les éventuels risques posés par les améliorations récentes des modules photovoltaïques (ex : nouvelles architecture des modules, technologies d’interconnexion, modules bifaciaux, technologie cellulaire, etc.) sur leur fiabilité dans le temps[5] ;
2. le National Bioenergy Center (centre national sur les bioénergies)[6] ;
3. le National Wind Technology Center (Centre national des technologies éoliennes), qui dispose notamment d'équipements tels que « turbines d’essai ; moules et imprimantes 3D pour aubes de turbine ; dynamomètres pour évaluer les performances de la transmission ; tests de résistance pour les pales d’éoliennes ; dispositifs de surveillance de la vitesse et du débit du vent ;  panneaux solaires, réservoirs d’hydrogène et interfaces de réseau contrôlables pour voir comment les turbines peuvent se connecter à un réseau avec ou sans sources d’énergie renouvelables hybrides ; outils de modélisation... »[7].

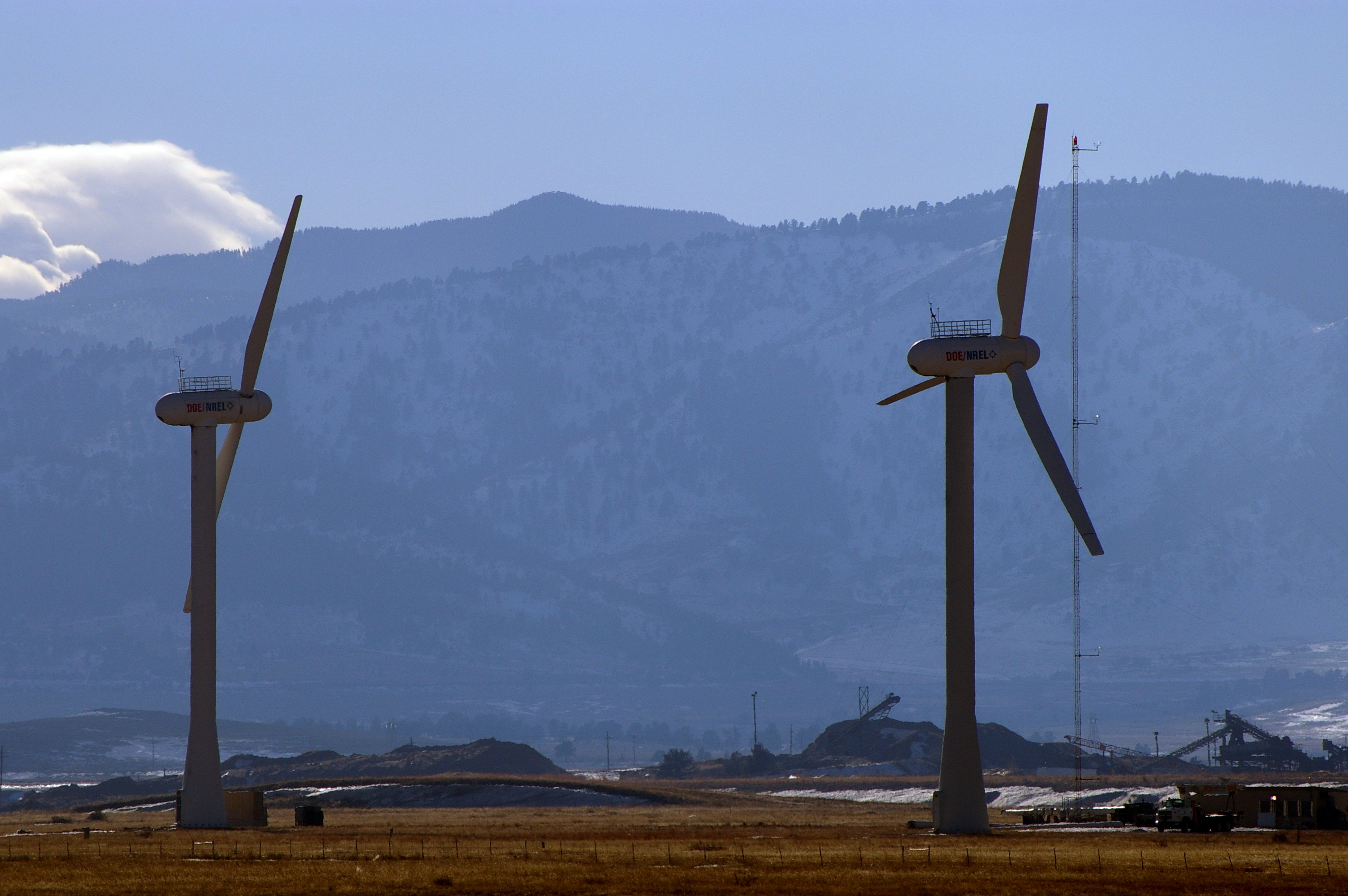
Les principaux moulins à vent de recherche au NREL